# Dortmund
Dortmund ['dɔʁtmʊnt] (dolnoniem. Düörpm) – miasto na prawach powiatu położone w zachodniej części Niemiec, w kraju związkowym Nadrenia Północna-Westfalia, w rejencji Arnsberg. Pod koniec 2019 roku, z liczbą mieszkańców wynoszącą niecałe 590 tys., Dortmund zajmował dziewiąte miejsce w Niemczech pod względem liczby ludności. Jest największym miastem Zagłębia Ruhry.
Dortmund to znaczący ośrodek przemysłowy. Wydobycie węgla kamiennego, hutnictwo żelaza. Przemysł maszynowy (maszyny górnicze, hutnicze, części okrętowe, elementy mostów), metalowy, elektrotechniczny, elektroniczny, spożywczy (największy były ośrodek produkcji piwa w Europie po Monachium – sześć browarów, w tym Dortmunder Union-Brauerei, Brinkhoff’s, Kronen i DAB).
Centrum finansowo-handlowe, z licznymi bankami, towarzystwami ubezpieczeniowymi, firmami handlowymi, giełdami i hurtowniami. Także ważny węzeł kolejowy i drogowy.
Jest siedzibą licznych uczelni, w tym uniwersytetu założonego w 1966 roku, instytutów naukowo-badawczych: Maxa Plancka, Spektrochemii i Spektroanalizy, Socjologii, Rozwoju Przestrzennego Miast, a także urzędów – Bezpieczeństwa Pracy i Archiwum Gospodarczego Westfalii.

## Historia

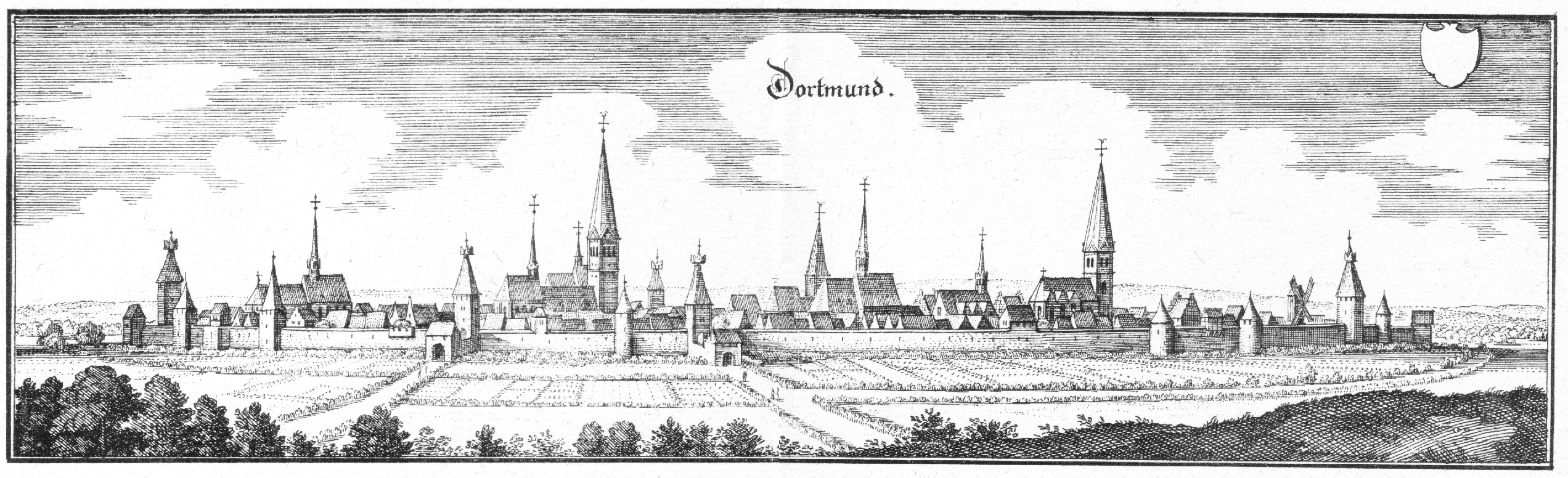
Panorama Dortmundu z 1647 r.

Dortmund znany jest od IX wieku. Miasto zostało po raz pierwszy wspomniane w 880 r. w dokumentach urzędowych pod nazwą Throtmanni. Była to wówczas niewielka osada karolińska. W 1152 Dortmund występuje pod nazwą Tremonia, a w 1222 r. Dortmunde. W 1152 cesarz Fryderyk Barbarossa przybył do tego regionu i odbudował miejscowość, która została zniszczona. Przez dwa lata Dortmund był rezydencją Barbarossy, a w ciągu kolejnych lat nastąpił gwałtowny rozwój miasta – Dortmund z niewielkiej miejscowości stał się jednym z najbardziej wpływowych miast na terenie cesarstwa. W XIII wieku miasto stało się członkiem Ligi Hanzeatyckiej, w 1220 r. Wolnym Miastem Rzeszy – jedynie podporządkowany bezpośrednio cesarzowi. Po 1320 r., zamożne miasto handlowe znane jest w dokumentach pisanych jako Dorpmunde. Od połowy XIV wieku Dortmund był siedzibą związku kupców Westfalii. Wojna trzydziestoletnia spowodowała upadek jego gospodarki.

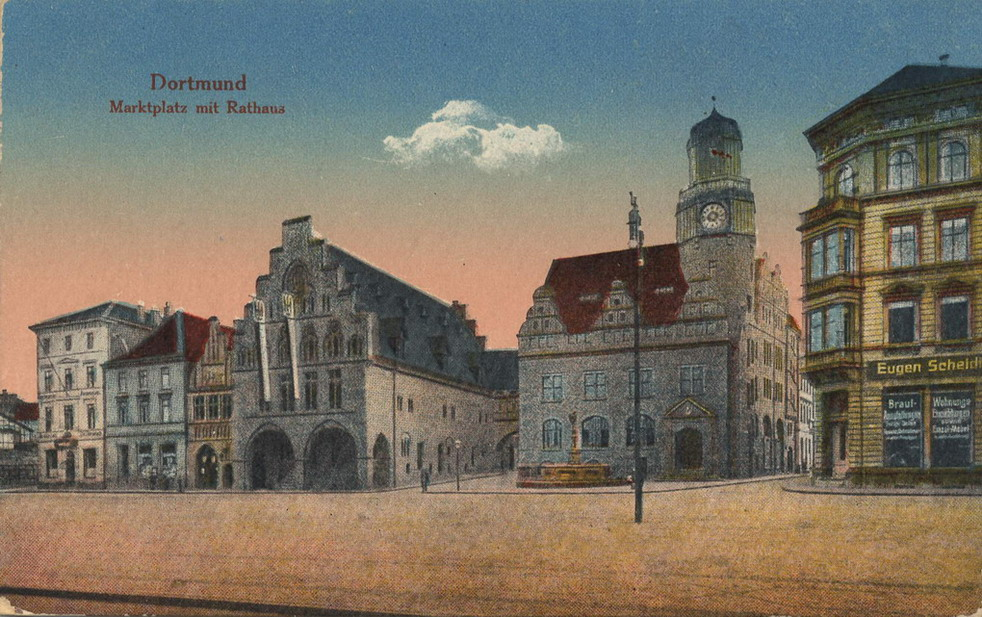
Rynek z dawnym ratuszem na pocz. XX w.

Położony w Westfalii Dortmund posiadał status wolnego miasta aż do 1802 r., kiedy stał się eksklawą księstwa Orania-Nassau. W 1806 r. stał się częścią Wielkiego Księstwa Bergu. Po klęsce Napoleona w 1815 r. podczas wojen napoleońskich, Dortmund wszedł w skład pruskiej prowincji Westfalii, od 1871 r. w granicach Niemiec. W dobie industrializacji, Dortmund stał się wielkim centrum górnictwa, hutnictwa oraz produkcji piwa.

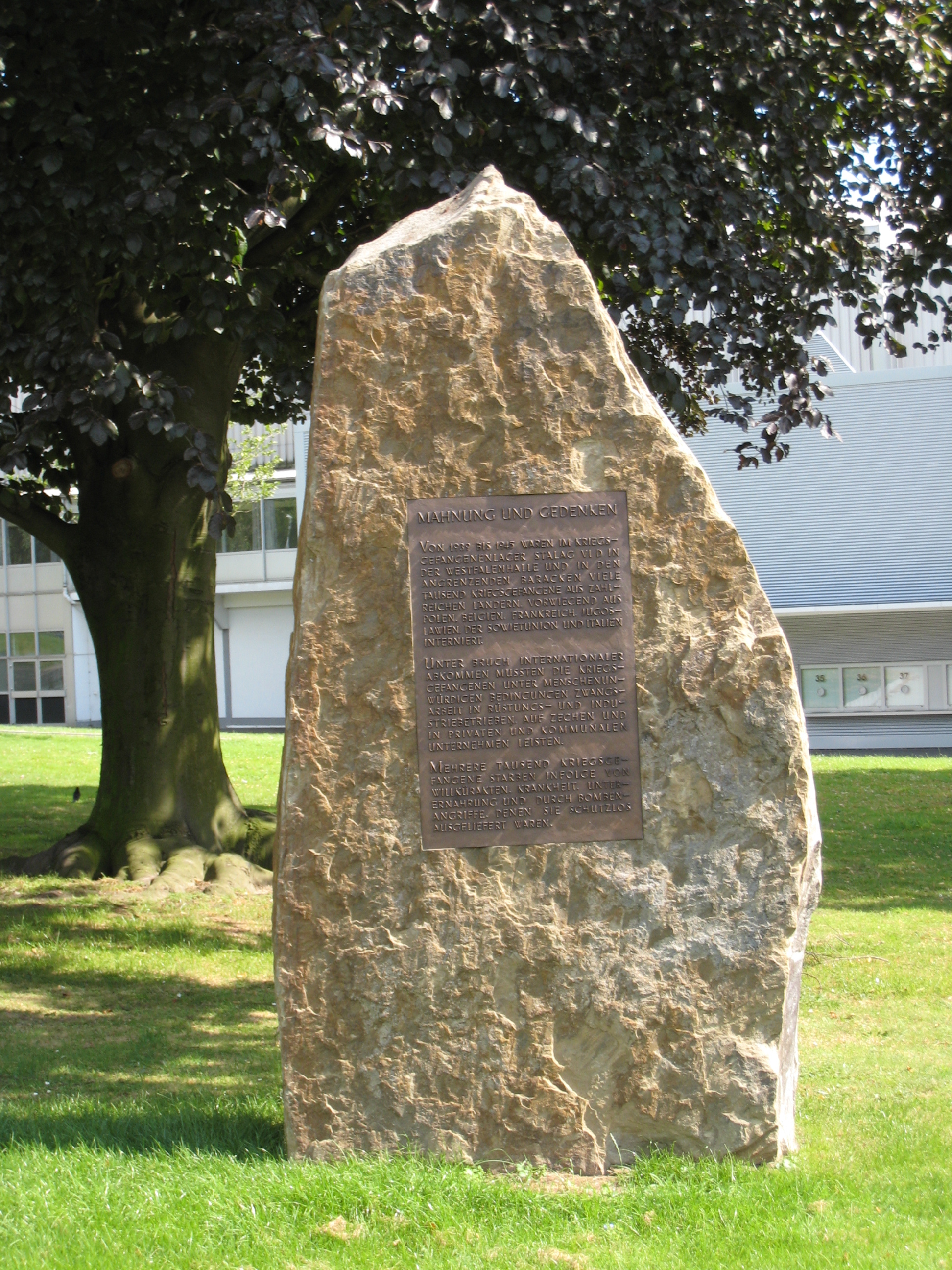
Kamień upamiętniający niemiecki obóz jeniecki z czasów II wojny światowej przy Westfalenhallen

W czasie rządów niemieckich nazistów, ofiarą terroru padli pacjenci szpitala w dzisiejszej dzielnicy Aplerbeck (przede wszystkim umysłowo chorzy oraz starzy), których przeniesiono do Hadamar, gdzie zostali zagazowani. Była to część akcji T4 (Aktion T4). Ponadto 229 dzieci zostało zabitych w „Wydziale specjalistycznym dla Dzieci”, który został przeniesiony z Marburga w 1941 roku. Dortmund, wraz z innymi miastami Zagłębia Ruhry, był celem masowego niszczenia przez alianckie naloty. Około 80% zabudowy legło w gruzach, w tym historyczne centrum.
Po odbudowie i modernizacji miasto stało się ważnym centrum techniki i przemysłu. Jest to również jedno z zielonych miast w Westfalii, znane z licznych areałów zieleni i parków, których znaczna część powstała na gruzach lub hałdach.

## Zabytki
- romański warowny św. Piotra (St. Peter), Syburg (1169)
- romańsko-gotycki Kościół Mariacki (Marienkirche) z ok. 1220Kościół Mariacki

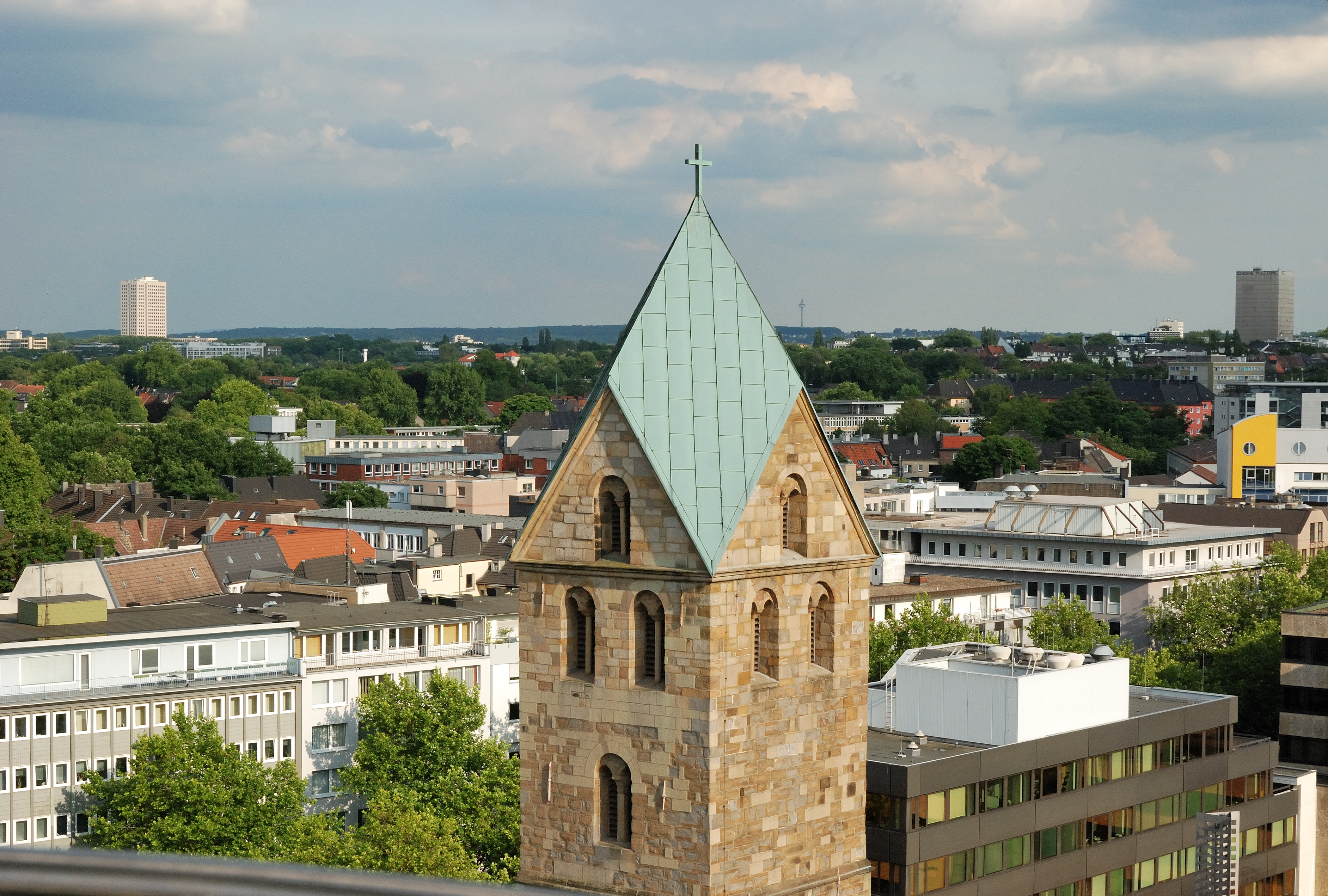
Kościół Mariacki

- gotycki św. Rajnolda (St. Reinold) z XIII-XV w.
- gotycki św. Jana Chrzciciela (St. Johannes) z XIV-XV w.
- gotycki św. Piotra (St. Peter) z XIV w.
- Hohensyburg – ruiny zamku (1150)
- Hörder Burg – wieża odbudowanego zamku z XII w.
- Haus Bodelschwingh – zamek z fosą z XIII w.
- Haus Dellwig – zamek z fosą z XIII w.
- Gut Niederhofen – zabudowania dóbr rycerskich z XIII w.
- Haus Rodenberg – zamek z fosą z XIII w.
- Haus Sölde – zabudowania dóbr rycerskich z XIII w.
- Haus Westhusen – zamek z fosą z XIV w.
- Adlerturm (Orla Baszta) – rekonstrukcja części murów obronnych z XIV w.
- Steinerner Turm (Kamienna Baszta) – część fortyfikacji z XIV w.
- Haus Steinhausen – częściowo zniszczony zamek z fosą z XV w.
- Haus Wenge – zabudowania dóbr rycerskich z XVI w.
- Torhaus Rombergpark – brama warowna z XVII w. będąca częścią byłego zamku Brünninghausen
- Haus Wischlingen – kaplica z muru pruskiego (1783), pozostałość dóbr rycerskich
- Haus Schulte-Witten – willa rodziny Schulte-Witten (1880)
- Altes Stadthaus – stary budynek Urzędu Miasta z XIX w.
- budowle fabryczne i osiedla robotnicze z przełomu XIX i XX w.

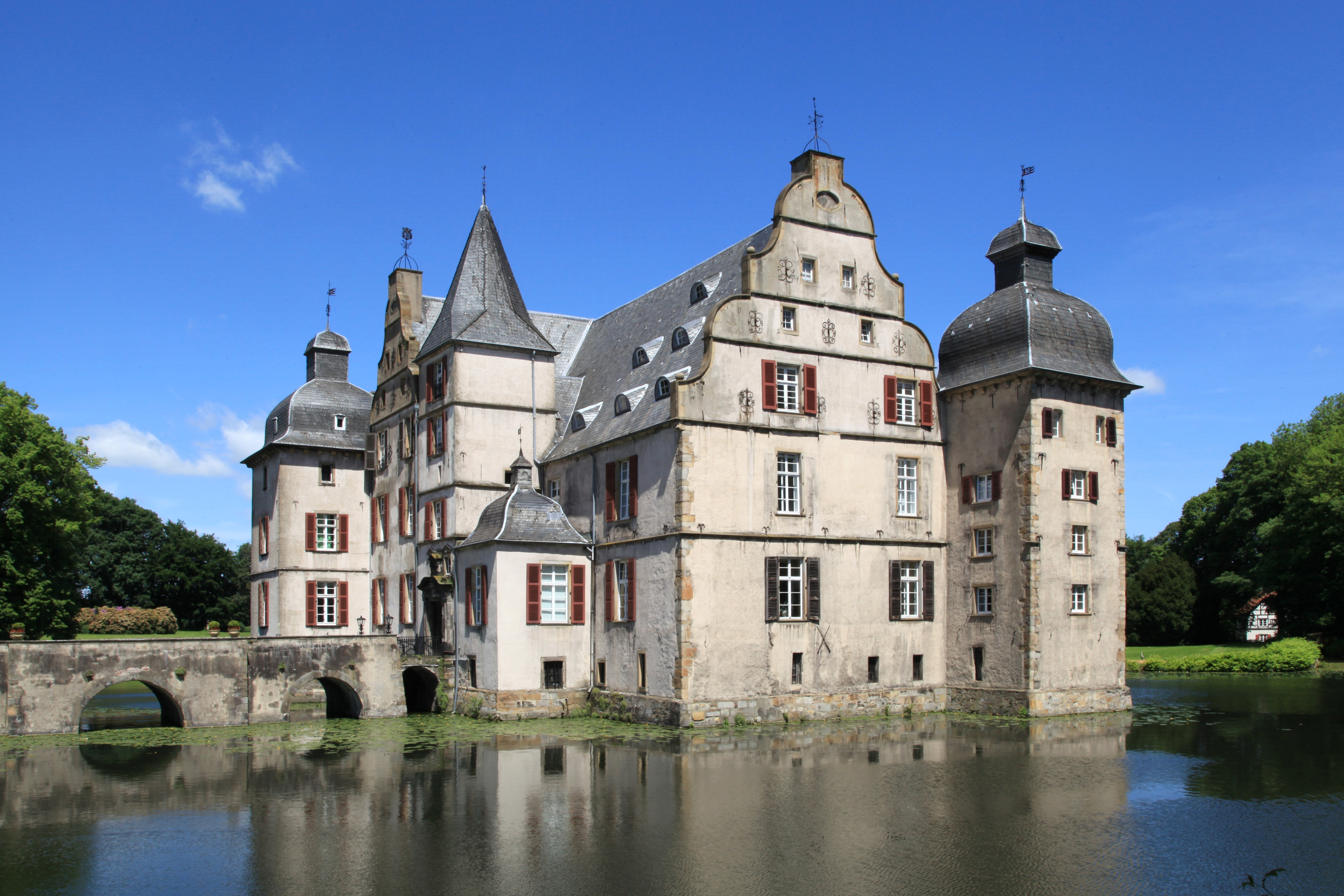
Zamek Bodelschwingh

- stara Synagoga w DortmundzieZamek Bodelschwingh

### Muzea i wystawy
- Muzeum „Adlerturm” (Orla Baszta) – historia miasta
- Muzeum „am Ostwall” – sztuka nowoczesna
- Muzeum Kultury i Sztuki – n.p. 400 złotych monet z IV w.
- Muzeum Historii Naturalnej
- Muzeum Przemysłu „Kopalnia Zollern” (zob. Kopalnia Zollern)
- Muzeum Firmy Hoesch – historia stali w Dortmundzie
- Muzeum Browarnictwa
- Muzeum Samochodów Zabytkowych
- Borusseum – piłka nożna, Borussia Dortmund
- Altes Hafenamt (stary kapitanat portu) – wystawa „Żegluga i port”
- „DASA” / „Deutsche Arbeitsschutzaustellung” („Niemiecka Wystawa BHP”)

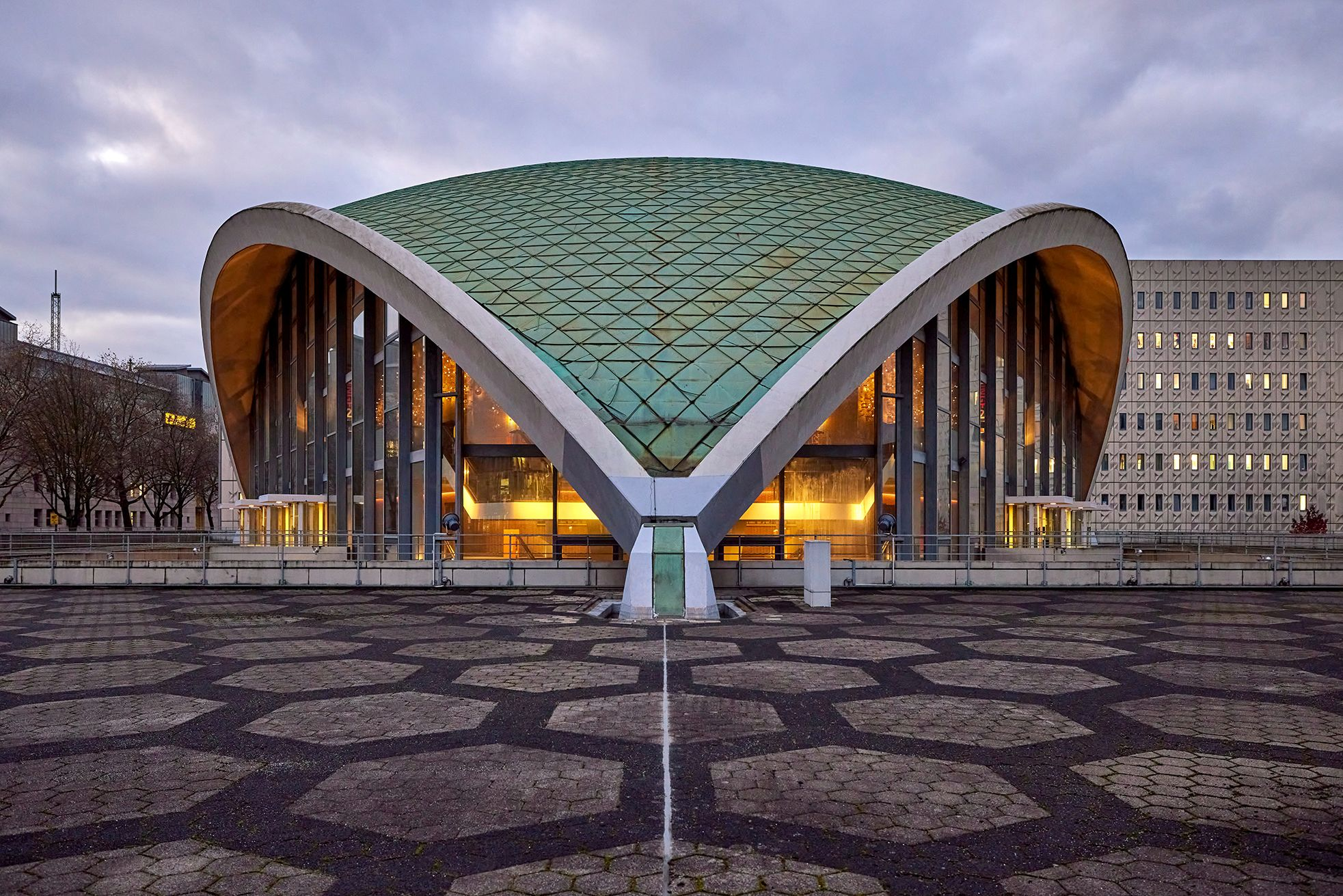
Theater Dortmund

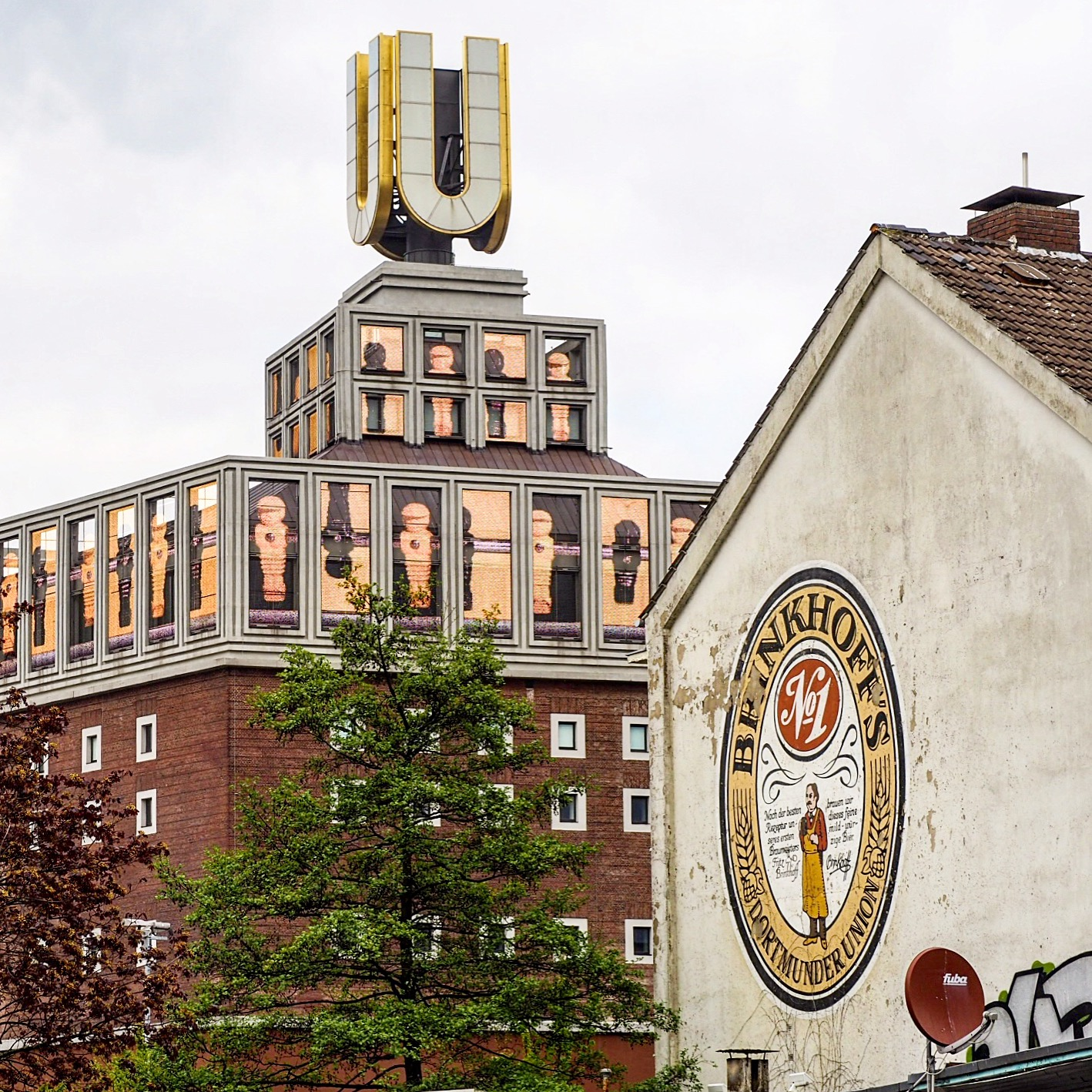
Dortmunder U

- Theater DortmundDortmunder UNiemieckie Muzeum Piłki Nożnej (Deutsches Fußballmuseum)

### Inne atrakcje
- kompleks sportowo-wystawowy Westfalenhalle (23 tys. miejsc, hipodrom)
- kasyno
- gmach Filharmonii Westfalii
- Teatr Miejski
- ogrody botaniczne i zoologiczne
- Dortmunder Schachtage – jeden z najsłynniejszych na świecie, corocznie rozgrywany turniej szachowy
- Monkey Town – hala zabaw, znajdująca się przy ulicy Burgweg
- baseny
- kompleks rekreacyjno-sportowy Wischlingenpark
- Westfalenpark

## Podział administracyjny

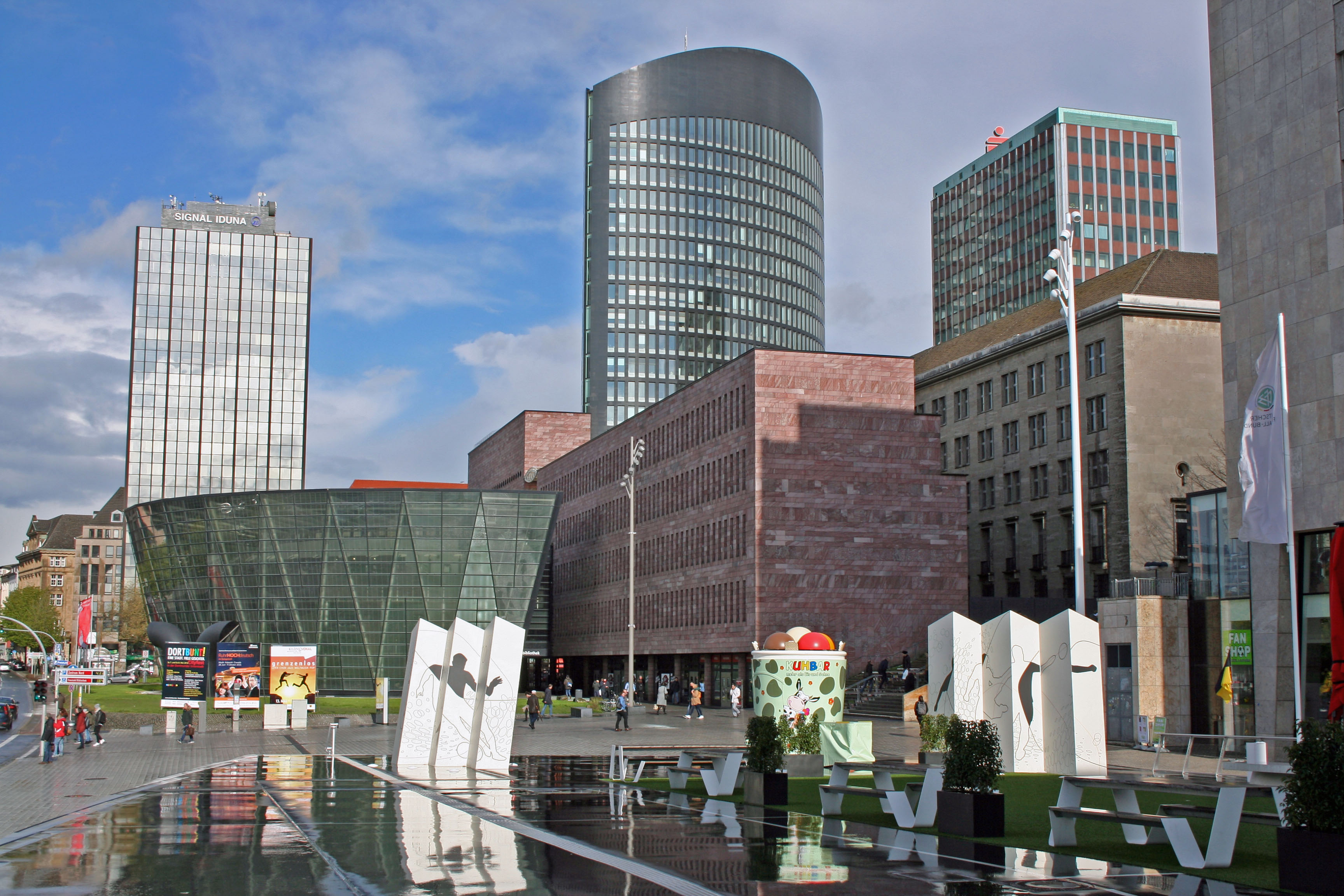
Dortmund

Dortmund podzielony jest na dwanaście okręgów administracyjnych (Stadtbezirk), które dzielą się na 62 dzielnice (Stadtteil).
Okręgi administracyjne: Aplerbeck, Brackel, Eving, Hombruch, Hörde, Huckarde, Innenstadt-Nord, Innenstadt-Ost, Innenstadt-West, Lütgendortmund, Mengede oraz Scharnhorst.
Dzielnice: Alt-Scharnhorst, Aplerbeck, Asseln, Barop, Benninghofen, Berghofen, Bittermark, Bodelschwingh, Borsigplatz, Bövinghausen, Brackel, Brechten, Brünninghausen, City, Derne, Deusen, Dorstfeld, Dorstfelder Brücke, Eichlinghofen, Eving,Grevel, Hacheney, Hafen, Holthausen, Holzen, Hombruch, Hostedde, Hörde, Huckarde, Jungferntal-Rahm, Kaiserbrunnen, Kirchderne, Kirchhörde-Löttringhausen, Kirchlinde, Kley, Körne, Kurl-Husen, Lanstrop, Lindenhorst, Lütgendortmund, Marten, Mengede, Menglinghausen, Nette, Nordmarkt, Oespel, Oestrich, Persebeck-Kruckel-Schnee, Rombergpark-Lücklemberg, Ruhrallee, Scharnhorst-Ost, Schüren, Schwieringhausen, Sölde, Sölderholz, Syburg, Wambel, Wellinghofen, Westerfilde, Westfalendamm, Westfalenhalle, Westrich, Wichlinghofen oraz Wickede.

## Transport

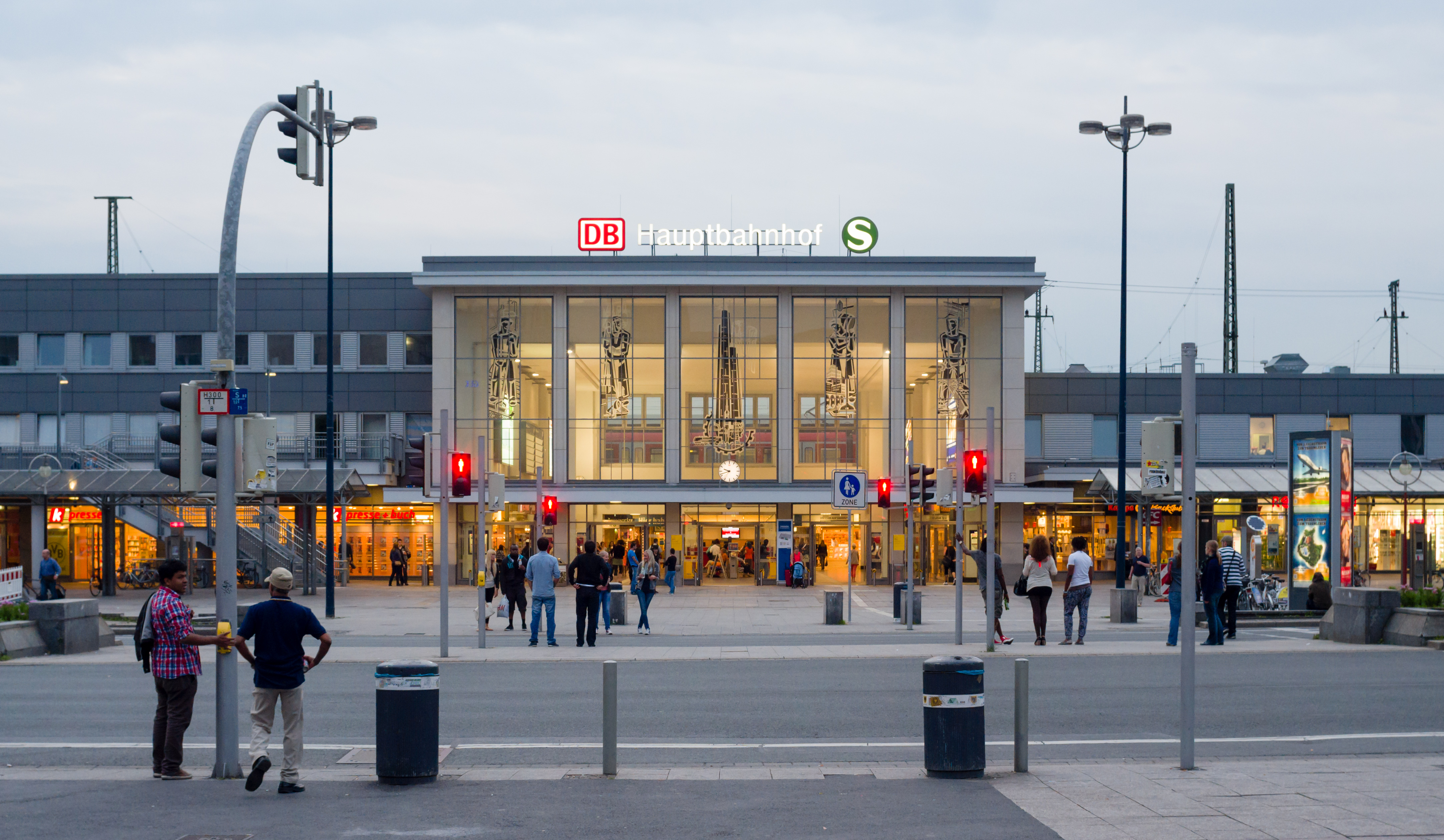
Dortmund Hauptbahnhof

W mieście znajdują się stacje kolejowe: Dortmund-Barop, Dortmund-Derne, Dortmund-Dorstfeld, Dortmund-Kley, Dortmund-Kruckel, Dortmund-Kurl, Dortmund-Mengede, Dortmund-Wickede, Dortmund-Hörde, Dortmund Knappschaftskrankenhaus, Dortmund Möllerbrücke, Dortmund Stadthaus, Dortmund Universität, Dortmund West.
W mieście znajduje się port lotniczy.

## Sport

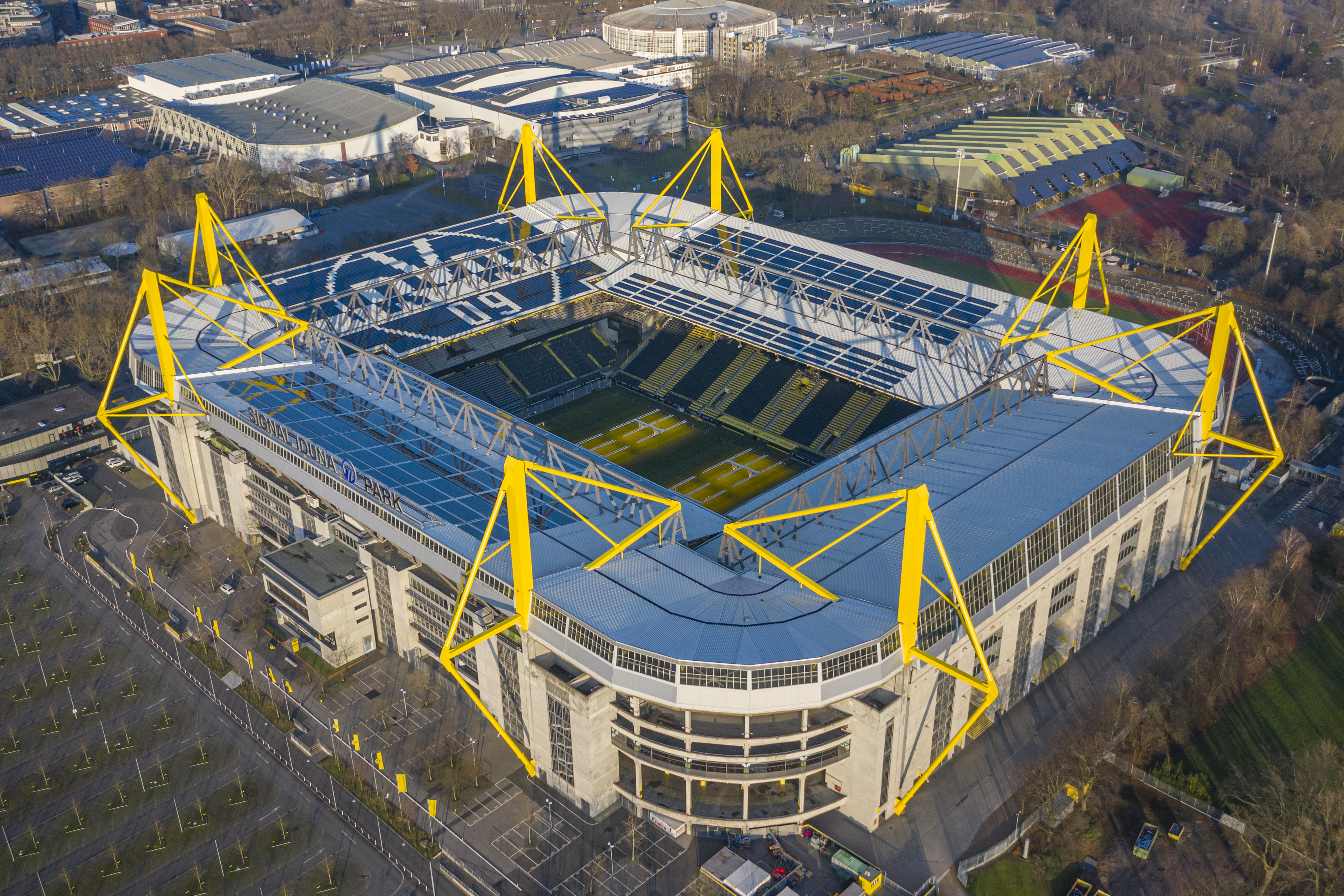
Westfalenstadion (obecnie Signal Iduna Park)

Miasto jest ważnym ośrodkiem sportu. W 2006 r. stadion Borussii był jednym z miejsc, gdzie rozgrywano mecze piłkarskie w ramach mundialu. Prowadzona przez Pawła Janasa reprezentacja Polski przegrała 1:0 z Niemcami.
Ponadto od 1973 Dortmund stał się miejscem Dortmunder Schachtage (Dortmundzkich Dni Szachowych), jednego z najważniejszych cyklicznych turniejów międzynarodowych w tej dyscyplinie.

## Współpraca
Miejscowości partnerskie:
- Francja: Amiens
- Stany Zjednoczone: Buffalo
- Anglia: Leeds
- Izrael: Netanja
- Serbia: Nowy Sad
- Rosja: Rostów nad Donem
- Turcja: Trabzon
- Chińska Republika Ludowa: Xi’an
- Saksonia; Zwickau